# Лесоводство

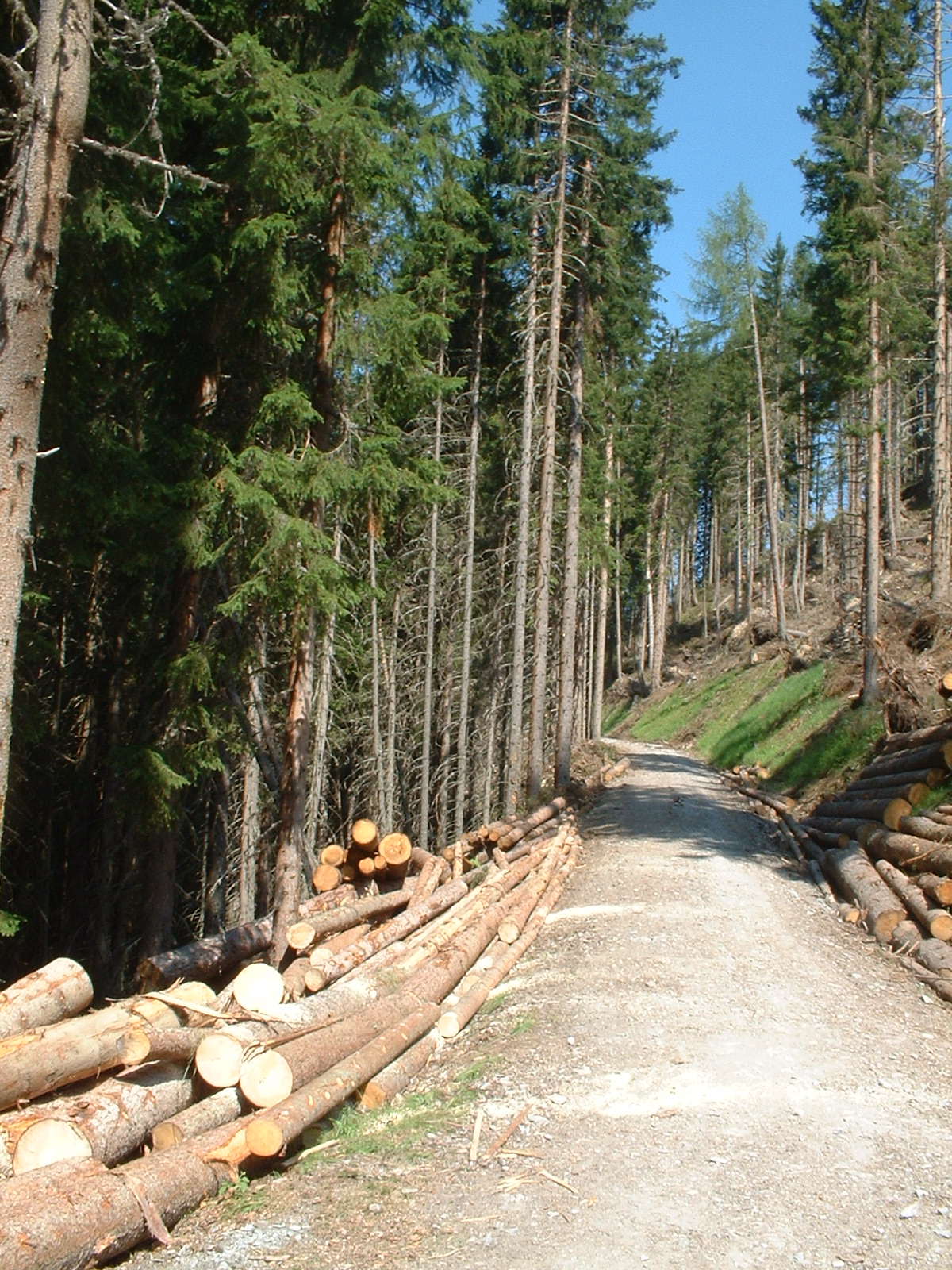
Вырубка леса в Австрии

Лесово́дство — область хозяйственной деятельности, занимающаяся выращиванием, защитой и использованием лесных ресурсов; а также научная дисциплина, изучающая методы выращивания, улучшения и повышения продуктивности лесов. Теория и практика выращивания и неистощительного использования леса в целях удовлетворения потребностей в древесине и другой продукции леса, а также улучшение леса и повышения его водоохранно-защитных, средообразующих и социальных функций. Имеет экономический, экологический и социальный аспект.
Теоретической базой лесоводства является лесоведение (от рус. лес и ведать) — наука о лесе.
Лесные ресурсы — совокупность запасов древесной и недревесной продукции леса.
Современное лесоводство занимается проблемами выращивания леса для производства необработанной древесины, сохранением мест обитания дикой природы, регулированием качества натуральных источников воды, восстановлением лесных массивов и природных ландшафтов. В результате восстановления лесных массивов понижается содержание углекислого газа в атмосфере.
Леса являются одним из самых важных компонентов биосферы Земли, и лесоводство является ключевым звеном в научном изучении и использовании этого ресурса.

## Цели и задачи

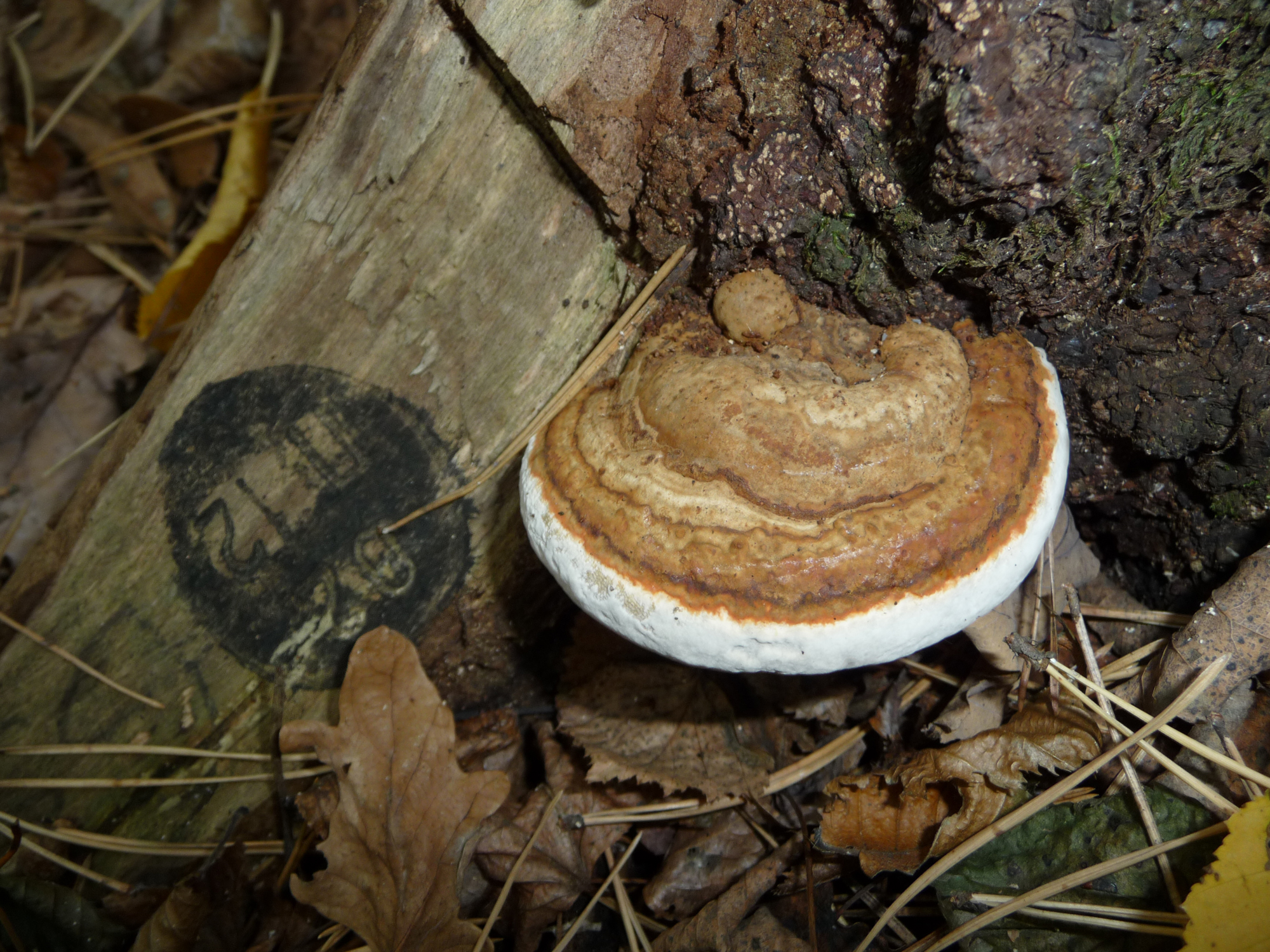
Клеймо лесничего на дереве, предназначенном для вырубки

Лесоводство — это комплексная наука, изучающая биологию и экологию леса, вопросы хозяйственного использования его как источника древесины и других полезностей, и призванная решать задачи выращивания высокопроизводительных насаждений оптимального породного состава. В настоящее время лесоводство включает в себя такие дисциплины, как ботаника, дендрология, лесная пирология с основами радиологии, ландшафтное лесоводство, основы ведения лесного хозяйства и лесопользования, охрана окружающей среды и мониторинг лесных экосистем, радиоэкология. Их изучение и применение теоретических исследований на практике призвано увеличить продуктивность естественных лесных массивов, облегчить труд работников лесной отрасли. Лесоводство как научная дисциплина охватывает весь процесс жизнедеятельности леса — от начала его жизни — лесных культур — до возраста главной рубки.
В процессе выращивания насаждения лесоводство предусматривает проведение в насаждениях рубок ухода, мероприятий по повышению продуктивности леса, мероприятий по формированию породного и качественного состава древостоев, оптимальных для выполнения возложенных на насаждение функций.
В большинстве стран мира государственные расходы на лесное хозяйство превышают доходы от него. В среднем по всем странам мира доходы от лесного хозяйства составляют около 4,5 долл. США с 1 га — от 1 долл. в Африке до 6 долл. США в Европе. Расходы в среднем составляют 7,5 долл. США. В Российской Федерации доходы от ведения лесного хозяйства в 2005 г. в пересчете на долл. США составили 1 млрд.